# 球饰孔螺
球饰孔螺（学名：Decorifera globosa）为拟捻螺科饰孔螺属的动物。分布于日本，包括广东、东海等海域，属于暖水性种类。其常生活于潮间带-潮下带深水区砂质底。